# Centre (Alabama)
Centre város az USA Alabama államában, Cherokee megyében, melynek megyeszékhelye is. Lakosainak száma 3587 fő (2020. április 1.).

## Népesség
A település népességének változása:
| Lakosok száma | 250  | 144  | 282  | 1012 | 1672 | 2418 | 2351 | 2893 | 3489 | 3587 |
|               | 1850 | 1880 | 1900 | 1940 | 1950 | 1970 | 1980 | 1990 | 2010 | 2020 |